# بيتر تيت (لاعب كرة قدم)
بيتر تيت (بالإنجليزية: Peter Tait)‏ هو لاعب كرة قدم بريطاني في مركز الهجوم، ولد في 17 أكتوبر 1936 في يورك في المملكة المتحدة، وتوفي في 18 يوليو 1990. لعب مع نادي سكاربورو ونادي يورك سيتي.